# Meilhards
Meilhards ([mɛjaʁ] ; Melhars en occitan) est une commune française située dans le département de la Corrèze, en région Nouvelle-Aquitaine.

## Géographie

### Localisation
La commune est limitrophe du département de la Haute-Vienne.

### Communes limitrophes
| La Croisille-sur-Briance (Haute-Vienne) | Surdoux (Haute-Vienne), (par un quadripoint) | Chamberet                  |
| La Porcherie (Haute-Vienne), Lamongerie | Meilhards                                    | Soudaine-Lavinadière       |
| Condat-sur-Ganaveix                     | Eyburie                                      | Rilhac-Treignac, Peyrissac |

### Hydrographie

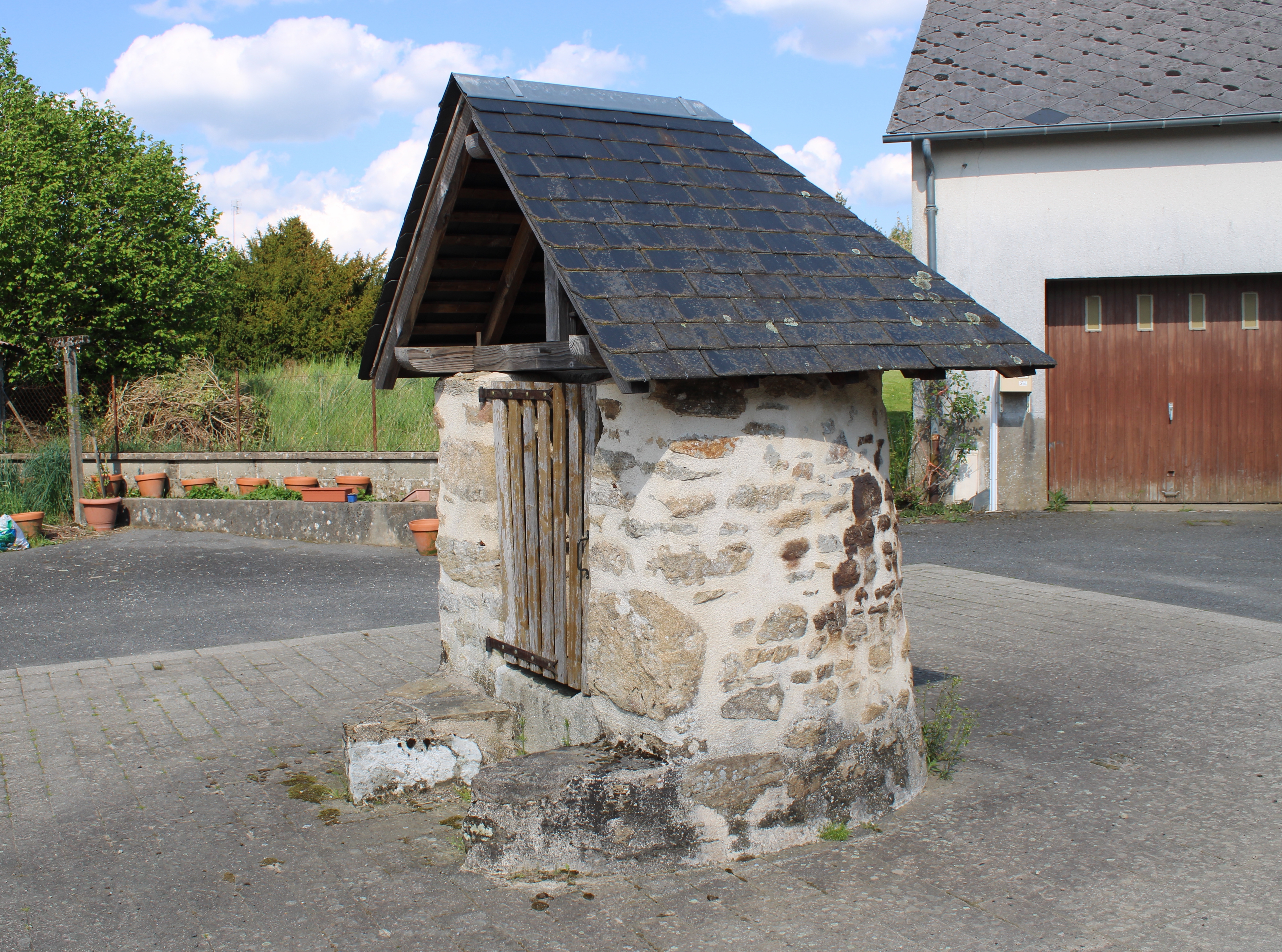
Vieux puits public.

Commune arrosée par le Bradascou, et son affluent le Ganaveix qui prend sa source sur le territoire communal.

## Urbanisme

### Typologie
Au 1er janvier 2024, Meilhards est catégorisée commune rurale à habitat très dispersé, selon la nouvelle grille communale de densité à 7 niveaux définie par l'Insee en 2022.
Elle est située hors unité urbaine et hors attraction des villes,.

### Occupation des sols
L'occupation des sols de la commune, telle qu'elle ressort de la base de données européenne d’occupation biophysique des sols Corine Land Cover (CLC), est marquée par l'importance des territoires agricoles (73,9 % en 2018), en augmentation par rapport à 1990 (69,4 %). La répartition détaillée en 2018 est la suivante : 
prairies (58,6 %), forêts (24,9 %), zones agricoles hétérogènes (15,4 %), zones urbanisées (1,2 %).
L'évolution de l’occupation des sols de la commune et de ses infrastructures peut être observée sur les différentes représentations cartographiques du territoire : la carte de Cassini (XVIIIe siècle), la carte d'état-major (1820-1866) et les cartes ou photos aériennes de l'IGN pour la période actuelle (1950 à aujourd'hui).

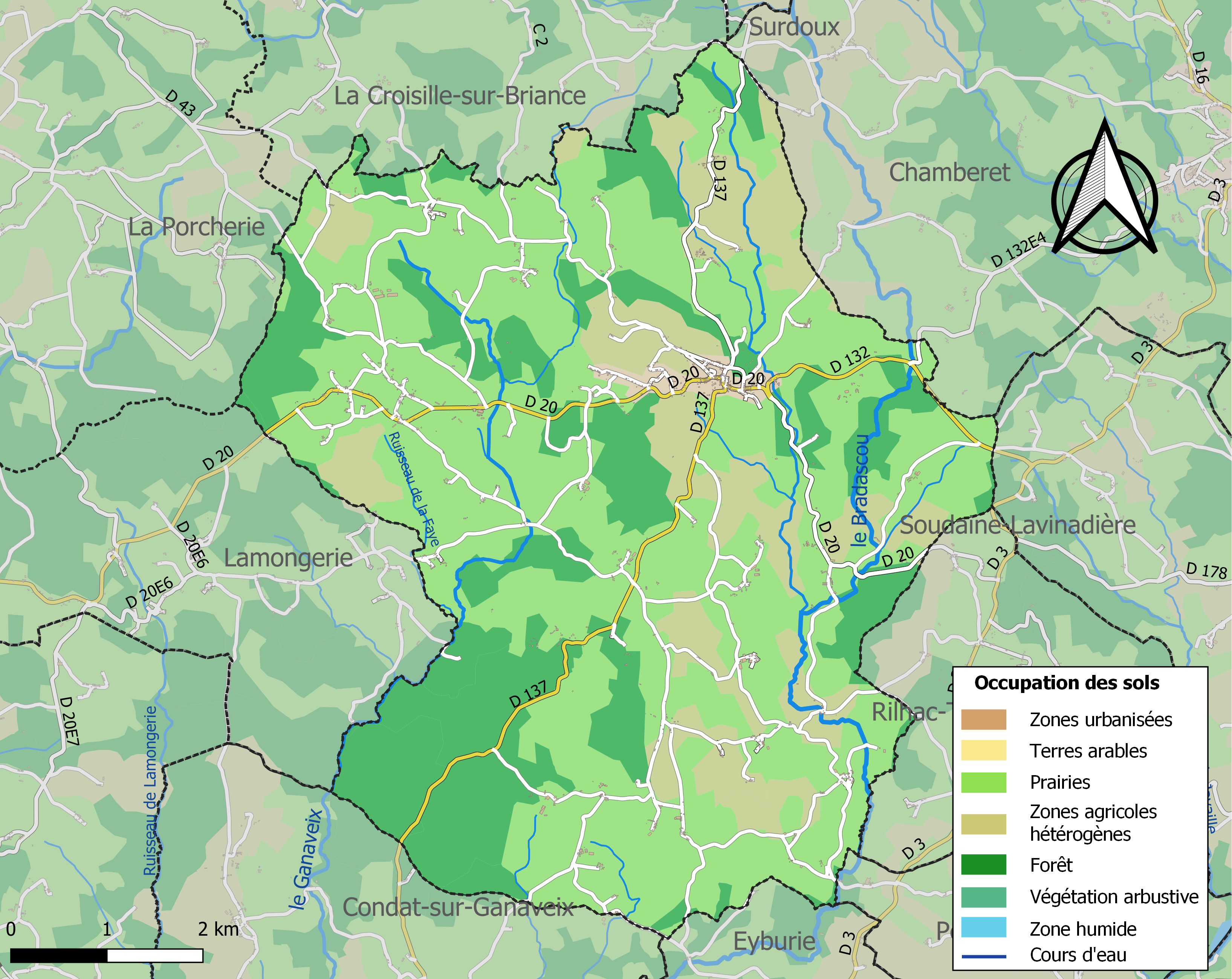
Carte des infrastructures et de l'occupation des sols de la commune en 2018 (CLC).

### Climat
Pour des articles plus généraux, voir Climat de la Nouvelle-Aquitaine et Climat de la Corrèze.
Historiquement, la commune est exposée à un climat océanique limousin.  
En 2020, Météo-France publie une typologie des climats de la France métropolitaine dans laquelle la commune est dans une zone de transition entre le climat océanique altéré et le climat de montagne et est dans la région climatique  Ouest et nord-ouest du Massif Central, caractérisée par une pluviométrie annuelle de 900 à 1 500 mm, maximale en automne et en hiver.
Pour la période 1971-2000, la température annuelle moyenne est de 10,7 °C, avec une amplitude thermique annuelle de 14,8 °C. Le cumul annuel moyen de précipitations est de 1 305 mm, avec 13,3 jours de précipitations en janvier et 8,2 jours en juillet. Pour la période 1991-2020, la température moyenne annuelle observée sur la station météorologique la plus proche, située sur la commune de Saint-Germain-les-Belles à 13,47 km à vol d'oiseau, est de 11,2 °C et le cumul annuel moyen de précipitations est de 1 129,2 mm,. Pour l'avenir, les paramètres climatiques de la commune estimés pour 2050 selon différents scénarios d'émission de gaz à effet de serre sont consultables sur un site dédié publié par Météo-France en novembre 2022.

### Transport routier
- Réseau Réseau interurbain de la Corrèze

### Risques majeurs
Le territoire de la commune de Meilhards est vulnérable à différents aléas naturels : météorologiques (tempête, orage, neige, grand froid, canicule ou sécheresse), feux de forêts et séisme (sismicité très faible). Il est également exposé à un risque particulier : le risque de radon. Un site publié par le BRGM permet d'évaluer simplement et rapidement les risques d'un bien localisé soit par son adresse soit par le numéro de sa parcelle.

#### Risques naturels

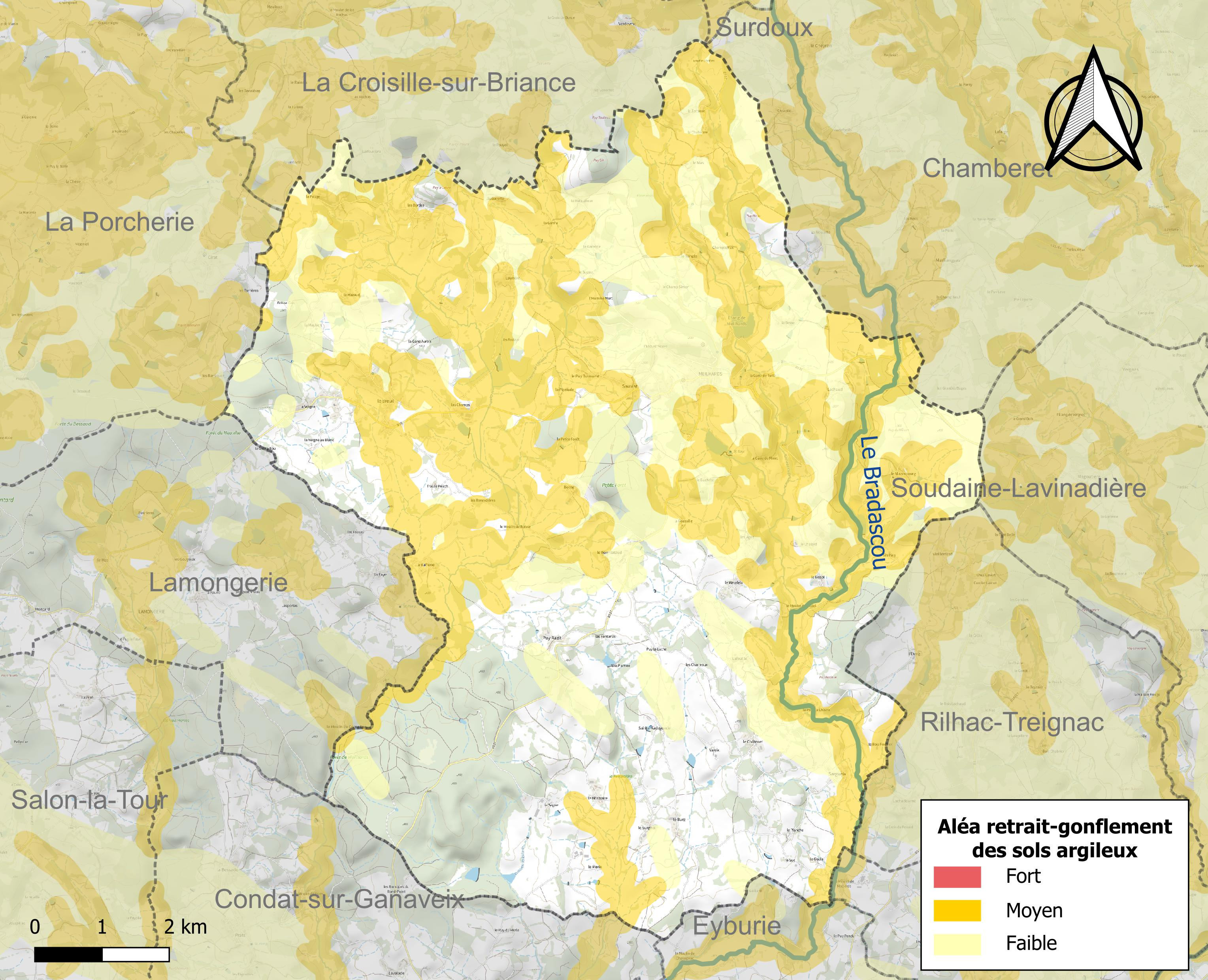
Carte des zones d'aléa retrait-gonflement des sols argileux de Meilhards.

Le retrait-gonflement des sols argileux est susceptible d'engendrer des dommages importants aux bâtiments en cas d’alternance de périodes de sécheresse et de pluie. 41,7 % de la superficie communale est en aléa moyen ou fort (26,8 % au niveau départemental et 48,5 % au niveau national). Sur les 453 bâtiments dénombrés sur la commune en 2019,  180 sont en aléa moyen ou fort, soit 40 %, à comparer aux 36 % au niveau départemental et 54 % au niveau national. Une cartographie de l'exposition du territoire national au retrait gonflement des sols argileux est disponible sur le site du BRGM,.
Concernant les feux de forêt, aucun plan de prévention des risques incendie de forêt (PPRIF) n’a été établi en Corrèze, néanmoins le code de l’urbanisme impose la prise en compte des risques dans les documents d’urbanisme. Le périmètre des servitudes d'utilité publique et des zones d'obligation légale de débroussaillement pour les particuliers est quant à lui défini pour la commune dans une carte dédiée. 

#### Risque particulier
Dans plusieurs parties du territoire national, le radon, accumulé dans certains logements ou autres locaux, peut constituer une source significative d’exposition de la population aux rayonnements ionisants. Certaines communes du département sont concernées par le risque radon à un niveau plus ou moins élevé. Selon la classification de 2018, la commune de Meilhards est classée en zone 3, à savoir zone à potentiel radon significatif. 

## Histoire
À partir du Ve siècle av. J.-C., les Gaulois lémovices exploitèrent une demi-douzaine de mines d'or dans le nord de la commune actuelle, à la limite du département de la Haute-Vienne et au sein du district minier de Saint-Yrieix-la-Perche. L’exploitation de ces mines a été arrêtée après la conquête romaine.

## Politique et administration

### Liste des maires

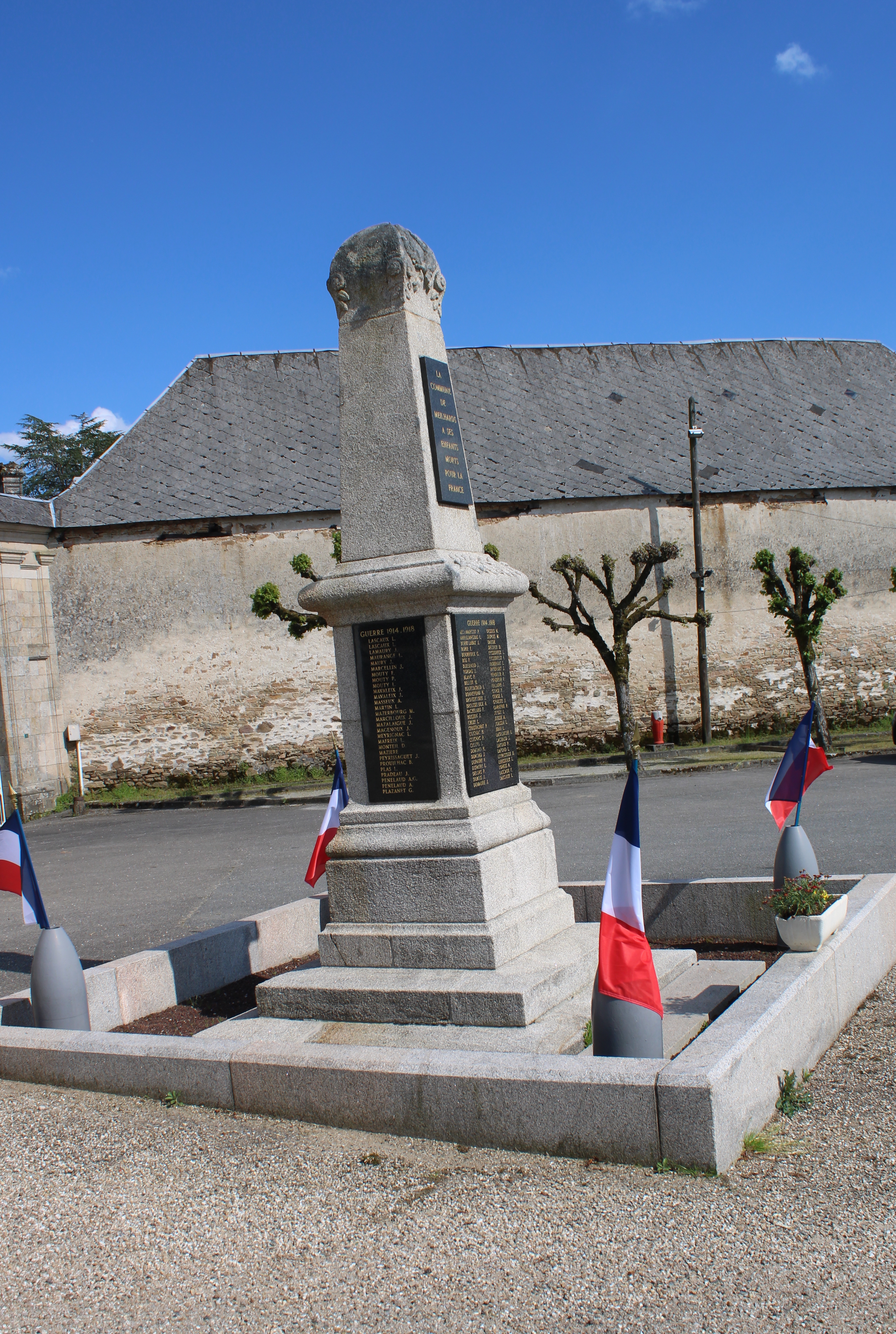
Le monument aux morts.

| Période | Période  | Identité                                          | Étiquette | Qualité    |
| ------- | -------- | ------------------------------------------------- | --------- | ---------- |
| 1958    | 1983     | Aymard Commagnac                                  | RPR       |            |
| 1983    | 2006     | Célestin Lavigne                                  | PS        |            |
| 2006    | 2014     | Daniel Arnaud                                     | PS        |            |
| 2014    | En cours | Jean-Jacques Caffy Réélu pour le mandat 2020-2026 | DVD       | Professeur |

## Démographie
L'évolution du nombre d'habitants est connue à travers les recensements de la population effectués dans la commune depuis 1793. Pour les communes de moins de 10 000 habitants, une enquête de recensement portant sur toute la population est réalisée tous les cinq ans, les populations de référence des années intermédiaires étant quant à elles estimées par interpolation ou extrapolation. Pour la commune, le premier recensement exhaustif entrant dans le cadre du nouveau dispositif a été réalisé en 2004.

En 2022, la commune comptait 538 habitants, en évolution de +6,11 % par rapport à 2016 (Corrèze : −0,59 %, France hors Mayotte : +2,11 %).
| 1793  | 1800  | 1806  | 1821  | 1831  | 1836  | 1841  | 1846  | 1851  |
| ----- | ----- | ----- | ----- | ----- | ----- | ----- | ----- | ----- |
| 1 201 | 1 223 | 1 028 | 1 627 | 1 619 | 1 723 | 1 708 | 1 789 | 1 736 |

| 1856  | 1861  | 1866  | 1872  | 1876  | 1881  | 1886  | 1891  | 1896  |
| ----- | ----- | ----- | ----- | ----- | ----- | ----- | ----- | ----- |
| 1 655 | 1 591 | 1 602 | 1 472 | 1 442 | 1 529 | 1 669 | 1 681 | 1 683 |

| 1901  | 1906  | 1911  | 1921  | 1926  | 1931  | 1936  | 1946  | 1954  |
| ----- | ----- | ----- | ----- | ----- | ----- | ----- | ----- | ----- |
| 1 753 | 1 822 | 1 715 | 1 635 | 1 485 | 1 442 | 1 378 | 1 210 | 1 087 |

| 1962  | 1968 | 1975 | 1982 | 1990 | 1999 | 2004 | 2006 | 2009 |
| ----- | ---- | ---- | ---- | ---- | ---- | ---- | ---- | ---- |
| 1 000 | 897  | 789  | 700  | 622  | 519  | 530  | 532  | 522  |

| 2014 | 2019 | 2022 | - | - | - | - | - | - |
| ---- | ---- | ---- | - | - | - | - | - | - |
| 509  | 538  | 538  | - | - | - | - | - | - |

## Culture locale et patrimoine

### Lieux et monuments
- Château de Lachaud.
- Tombeau de Philippe de Meilhards XVIIIe, classé par les Beaux-Arts.
- Église Saint-Yrieix de Meilhards datant du XIVe.
- Chapelle Sainte-Radegonde avec fontaine miraculeuse.

### L'église Saint-Yrieix

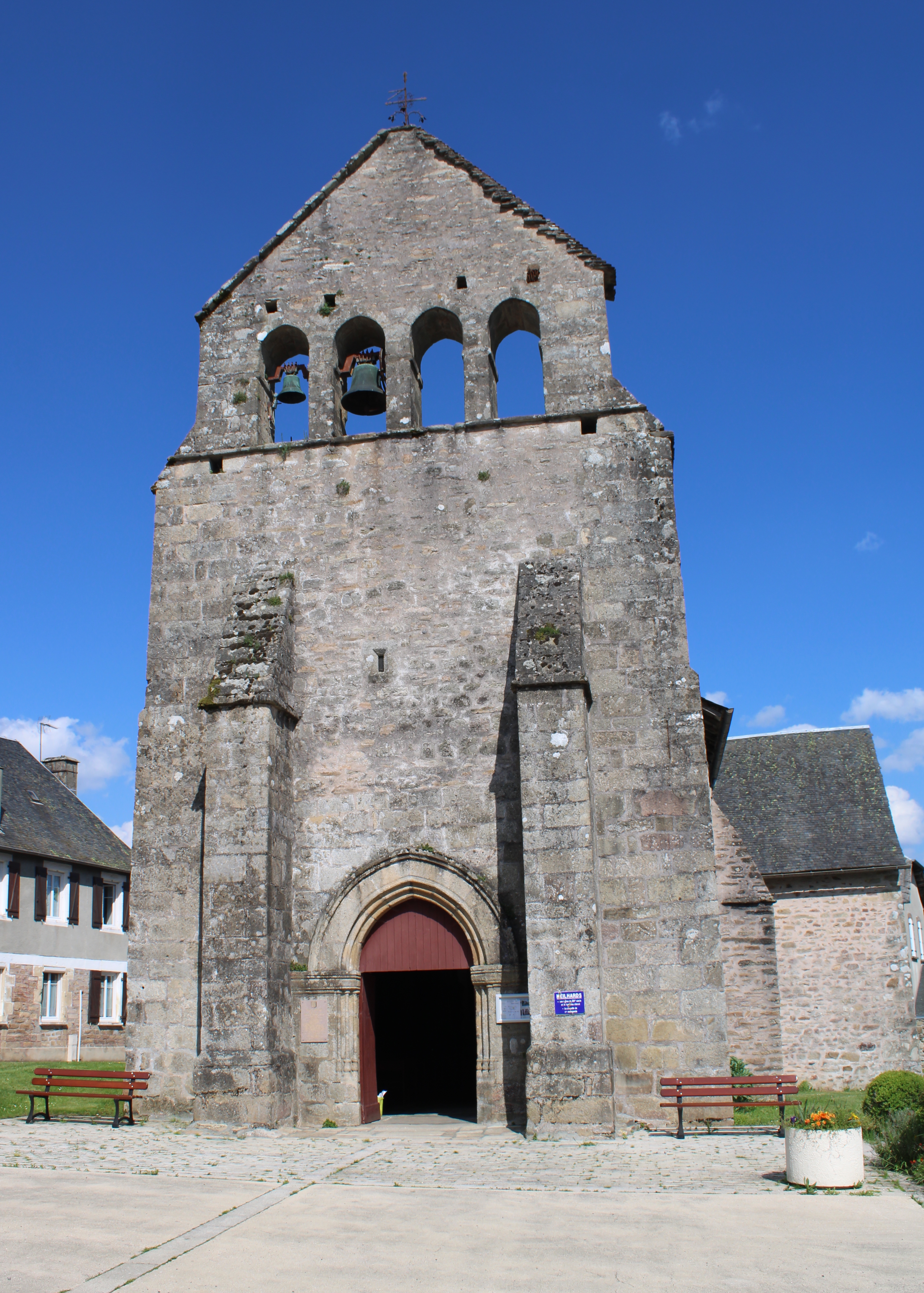
Façade de l'église et son clocher-mur.
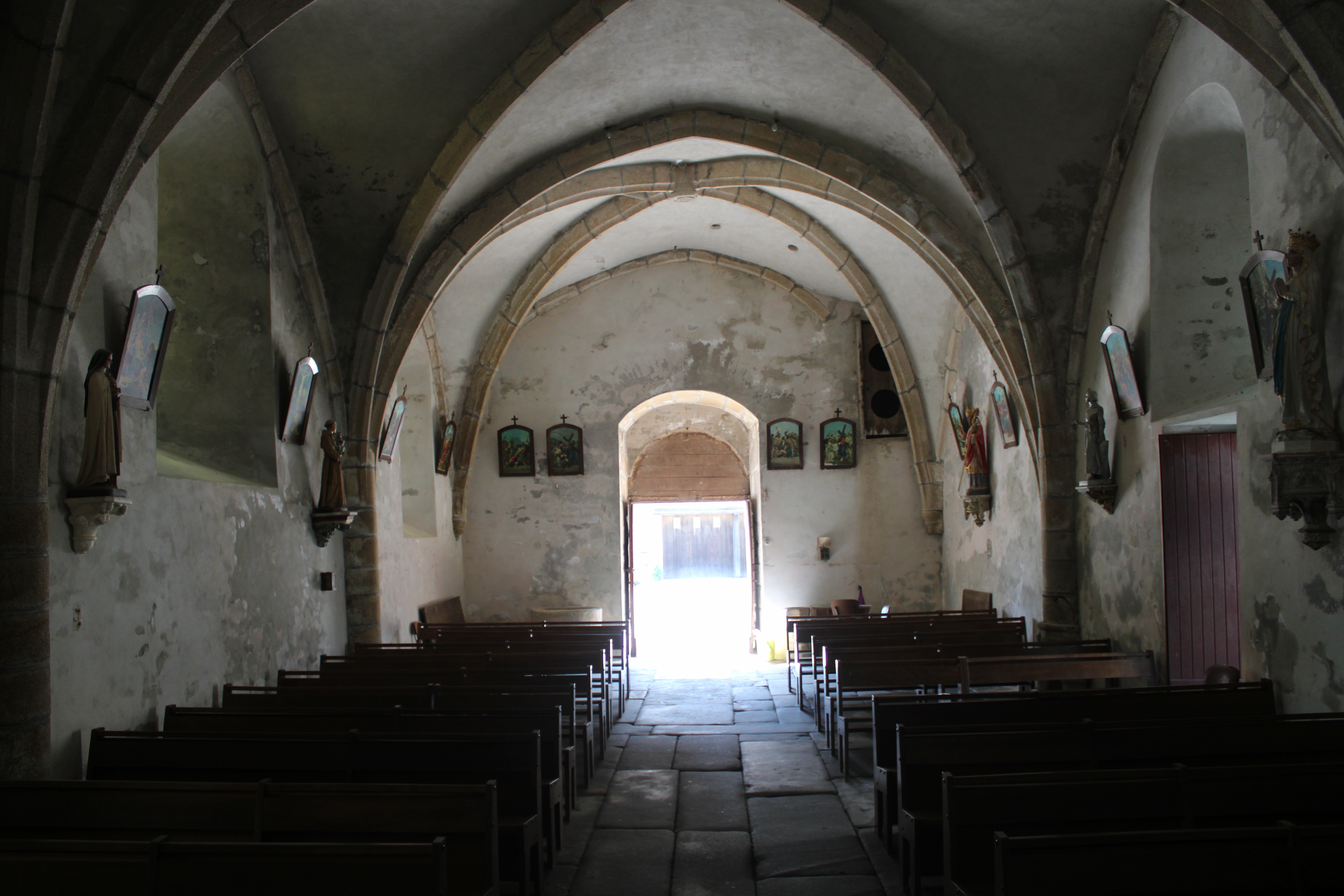
La nef de l'église vue côté porche.
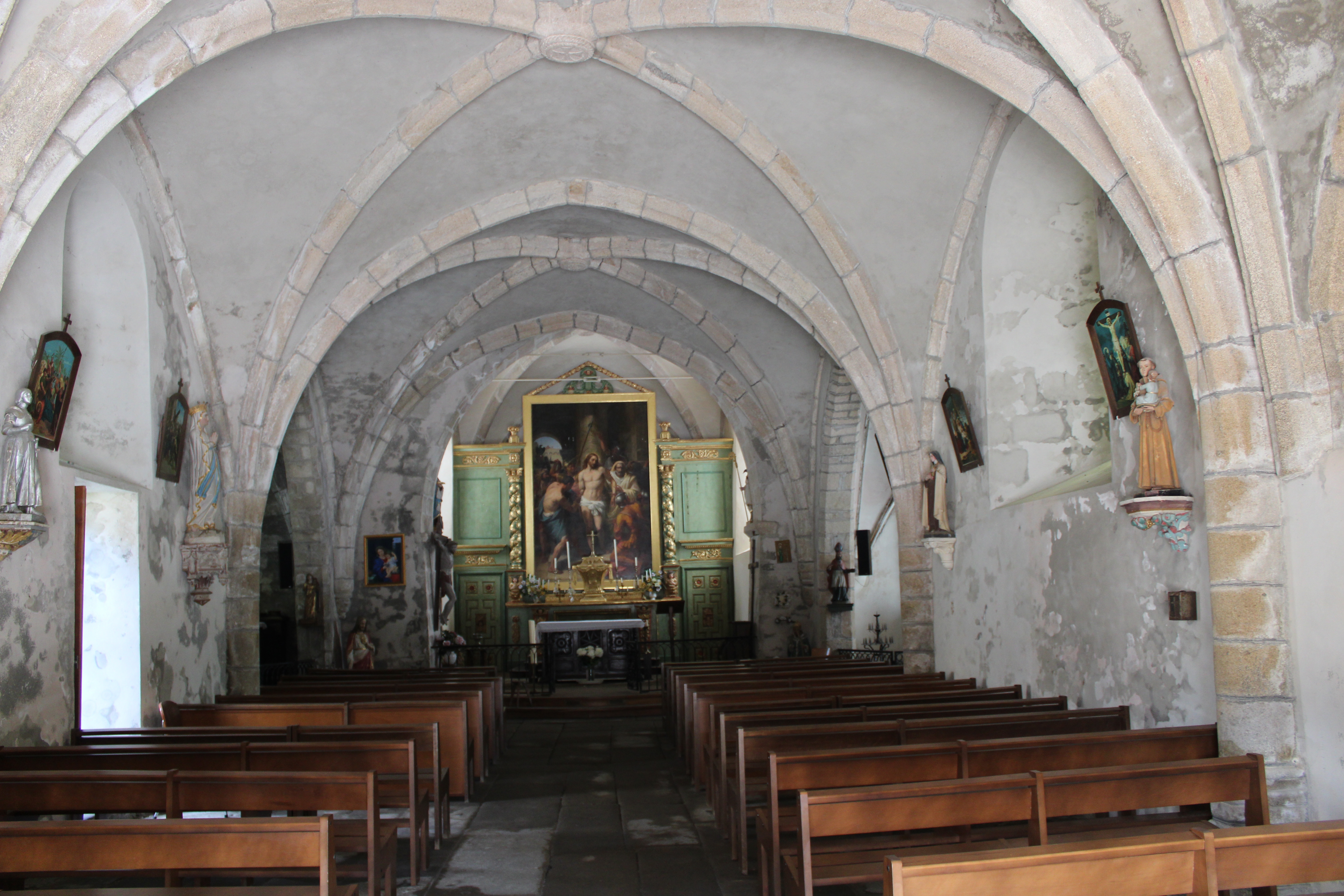
La nef.
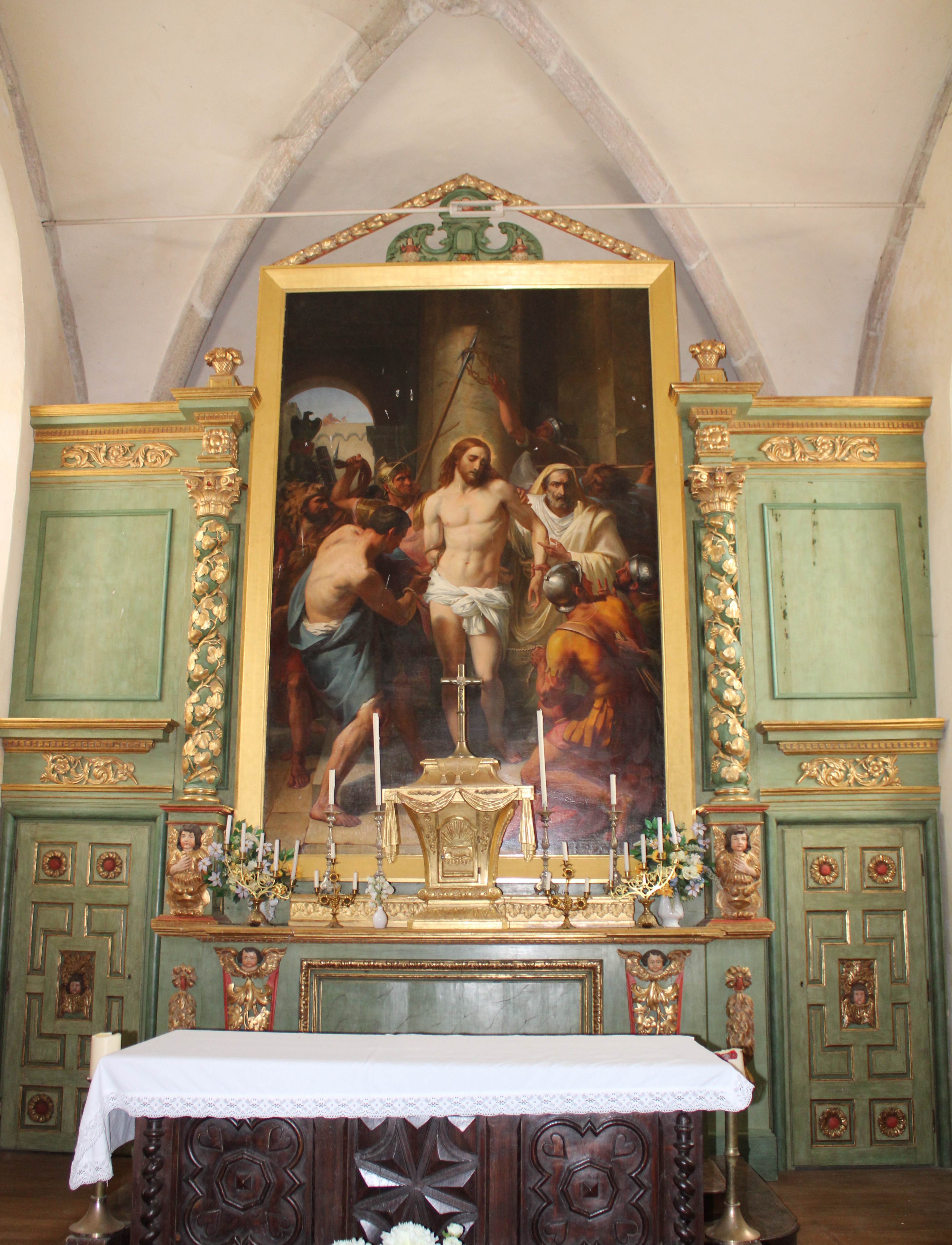
L'autel.
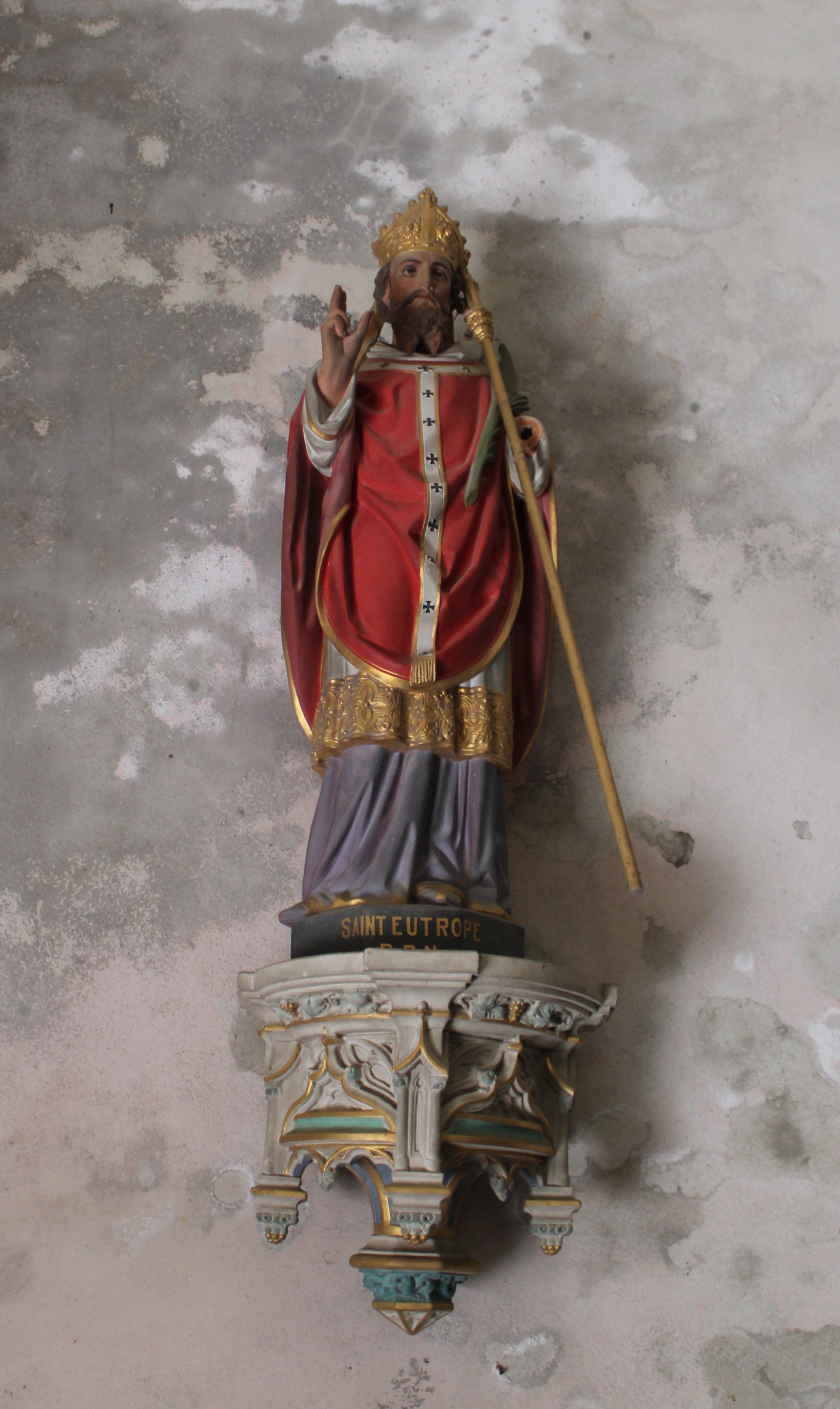
Statue de Saint-Eutrope.

### Cultes
Pour le culte catholique, Meilhards dépend du diocèse de Tulle, et fait partie de l'ensemble inter-paroissial de Chamberet-Treignac : le doyenné de Moyenne Vézère.

### Personnalités liées à la commune
Victor Hugo, dans Les Travailleurs de la mer (p. 523 dans l'édition du Livre de Poche 1965), relate le passage d'un cyclone à Meilhard (sic) en Corrèze en juin 1865 qui « fracasse deux cents toitures et disperse en l'air un hameau tout entier, Sauviate, dont il ne reste plus une maison ».

### Héraldique
|  | D'or à trois pals de gueules chargés chacun de trois étoiles d'argent. |